# فينس كولمان
فينس كولمان (بالإنجليزية: Vince Coleman) هو لاعب كرة قاعدة أمريكي، ولد في 22 سبتمبر 1961 في جاكسونفيل في الولايات المتحدة.

## وصلات خارجية
- فينس كولمان على موقعبيزبول رفرنس.كوم (الدوري الرئيسي) (الإنجليزية)
- فينس كولمان على موقعبيزبول رفرنس.كوم (الدوري الثانوي) (الإنجليزية)
- فينس كولمان على موقع مشجعي الرسوم البيانية (الإنجليزية)
- فينس كولمان على موقع إن إن دي بي (الإنجليزية)